# OU Девы
OU Девы (лат. OU Virginis) — карликовая новая, катаклизмическая переменная звезда типа SU Большой Медведицы (UGSU) и затменная переменная звезда (E) в созвездии Девы на расстоянии приблизительно 11 244 световых лет (около 3447 парсек) от Солнца. Визуальная звёздная величина звезды — от +18,5m до +14,5m. Орбитальный период — около 0,07271 суток (1,7449 часа).
Открыта Кристофером Бергом и др. в 1992 году**.

## Характеристики
Первый компонент — аккрецирующий белый карлик. Масса — около 0,703 солнечной, радиус — около 0,01191 солнечного. Эффективная температура — около 22300 K.
Второй компонент — красный карлик спектрального класса M. Масса — около 0,1157 солнечной, радиус — около 0,1634 солнечного.